# Jennifer Morrisonová
Jennifer Marie Morrisonová (nepřechýleně Jennifer Marie Morrison, * 12. dubna 1979, Chicago) je americká herečka, modelka a filmová producentka. Mezi její nejvýznamnější role patří například Allison Cameronová v seriálu Dr. House, Zoey Piersonová v seriálu Jak jsem poznal vaši matku nebo Emma Swan v seriálu Bylo, nebylo.

## Životopis
Jennifer se narodila v Chicagu, ale vyrostla v Arlington Heights v Illinois. Má mladší sestru Julii Morrison Summers, která se věnuje dabingu. a mladšího bratra Daniela Morrisona. Její otec je David L. Morrison, bývalý učitel hudby a její matka Judy Morrison je také bývalá učitelka.
Navštěvovala South Middle School a v roce 1997 odmaturovala na Prospect High School. V roce 2000 odmaturovala na Loyolské univerzitě Chicago v oborech divadlo a angličtina. Studovala s Steppenwolf Theatre Company, předtím než se nastěhovala do Los Angeles.

## Kariéra
Svojí kariéru začala jako dětská modelka. Objevila se v reklamách pro JCPenney a Montgomery Ward. V roce 1992 se objevila na titulce magazínu Sports Illustrated s basketbalovou hvězdou Michaelem Jordanem.
Filmovou kariéru zahájila v roce 1994 ve filmu Křizovatka, kde si zahrála dceru Richarda Gereho a Sharon Stone. V roce 1999 se objevila ve filmu s Kevinem Baconem Ozvěny mrtvých. V roce 2000 přišla první hlavní role ve filmu Městská legenda - Poslední záběr. V roce 2004 si zahrála ve filmu s Benem Affleckem Přežít Vánoce. O rok později přišla role ve filmu Pan a paní Smithovi.
Svojí televizní kariéru zahájila se seriály Dotek anděla a Dawsonův svět. V roce 2004 přišel zlom v její kariéře s rolí Doktorky Allison Cameron v seriálu Dr. House.
V roce 2009 si zahrála Winonu Kirk v rebootu filmu Star Trek. V roce 2010 se připojila k obsazení seriálu stanice CBS Jak jsem poznal vaši matku, kde si zahrála Zoey Person, přítelkyni hlavní postavy Teda Mosbyho.
V roce 2011 získala hlavní roli v seriálu stanice ABC Bylo, nebylo, ve kterém hraje dceru Sněhurky a Prince Krasoně. V dubnu 2016 založila vlastní produkční společnost Apartment 3C Productions. První film, na kterém se její společnost bude podílet, je film Sun Dogs.

## Osobní život
Od července 2004 chodila s hercem Jessem Spencerem, se kterým se seznámila na natáčení seriálu Dr. House. Jesse ji požádal o ruku na Eiffelově věži 23. prosince 2006. V srpnu 2007 se však pár rozešel. Od roku 2009 chodila s portorickém hercem Amaurym Nolascem. V roce 2012 se rozešli.
Od května 2012 do srpna 2013 tvořil pár s hercem Sebastianem Stanem, se kterým se seznámila na natáčení seriálu Bylo, nebylo.

## Filmografie

### Film
| Rok  | Název                                   | Role                         | Poznámka                     |
| ---- | --------------------------------------- | ---------------------------- | ---------------------------- |
| 1994 | Křižovatka                              | Meaghan Eastman              |                              |
| 1994 | Zázrak v New Yorku                      | Denice                       |                              |
| 1999 | Ozvěny mrtvích                          | Samantha Kozac               |                              |
| 2000 | Městská legenda - Poslední záběr        | Amy Mayfield                 |                              |
| 2001 | The Zeros                               | Joyce                        |                              |
| 2002 | 100 žhavých tygřic                      | Annie                        |                              |
| 2002 | Machr - zpověď univerzitního bookmakera | Callie                       |                              |
| 2002 | Nantucket                               | Alicia                       |                              |
| 2002 | Design                                  | Sonya Mallow                 |                              |
| 2003 | Skřípění                                | Jamie                        |                              |
| 2004 | Přežít Vánoce                           | Missy Vanglider              |                              |
| 2004 | The Sure Hand of God                    | Lily Bowser                  |                              |
| 2004 | Mall Cop                                | Chris                        |                              |
| 2005 | Pan a paní Smithovi                     | Jade                         |                              |
| 2007 | Ten největší                            | Mindy                        |                              |
| 2007 | Diana: Poslední cesta                   | Rachel Visco                 |                              |
| 2009 | Star Trek                               | Winona Kirk                  |                              |
| 2009 | Table for Tree                          | Leslie Green                 |                              |
| 2011 | Dlouhá cesta domů                       | Ashley Phillips              |                              |
| 2011 | Warrior                                 | Tess Conlon                  |                              |
| 2012 | Stars in Shorts                         | Agentka Rachel Mintz         |                              |
| 2012 | Knife Fight                             | Angela                       |                              |
| 2013 | Some Girl(s)                            | Sam                          |                              |
| 2013 | Star Trek: Do temnoty                   | Winona Kirk (hlas)           |                              |
| 2013 | Alpha Alert                             | Lt. White                    |                              |
| 2014 | The List                                | Katherine Stern              |                              |
| 2015 | To Dust Return                          | Sharon Reynolds              | krátký film                  |
| 2015 | Mattresside                             | Angelica                     | krátký film                  |
| 2016 | The Darkness                            | Joy Carter                   |                              |
| 2016 | Albion: Rise of the Danann              | The Abbess                   |                              |
| 2017 | Amityville: Probuzení                   | Candice                      |                              |
| 2017 | Sun Dogs                                | Marie                        | také režisérka a producentka |
| 2017 | All Creatures Here Below                | Penny                        |                              |
| 2018 | Mladí zabijáci                          | Margie Duncan                |                              |
| 2018 | Back Roads                              | Callie Mercer                |                              |
| 2018 | Alex & The List                         | Katherine Stern              |                              |
| 2018 | Superfly                                | detektiv Mason               |                              |
| 2019 | The Report                              |                              |                              |
| 2019 | Batman: Hush                            | Selina Kyle /Catwoman (hlas) |                              |

### Televize
| Rok          | Název                      | Role                  | Poznámky |
| ------------ | -------------------------- | --------------------- | --- |
| 2001         | The Chronicle              | Gwen                  | díl: „Let Sleeping Dogs Fry“ |
| 2001         | Dotek anděla               | Melissa               | díl: „Most Likely to Succeed“ |
| 2001-02      | Dawsonův svět              | Melanie Shay Thompson | 2 díly |
| 2002         | Any Day Now                | Mandy Singer          | díl: „In Too Deep“ |
| 2002         | The Random Years           | Megan                 | díl: „Pilot“ |
| 2004-2012    | Dr. House                  | Dr. Allison Cameron   | hlavní role, 130 dílů Nominace – Screen Actors Guild Award v kategorii Nejlepší obsazení v dramatickém seriálu |
| 2009         | The Super Hero Squad Show  | Wasp (hlas)           | 3 díly |
| 2010         | Chase                      | Faith Maples          | díl: „Paranoia“ |
| 2011         | Pět žen                    | Sheila                | TV film |
| 2010-11,2014 | Jak jsem poznal vaši matku | Zoey Person           | 6. řada (vedlejší role, 12 dílů) 9. řada (host, 1 díl) |
| 2011-2018    | Bylo, nebylo               | Emma Swan             | Hlavní role, 136 dílů Teen Choice Award v kategorii Nejlepší polibek na obrazovce (s Colinem O'Donoghuem) (2016) Nominace – People's Choice Award v kategorii Nejlepší chemie na obrazovce (s Colinem O'Donoghuem) (2014) Nominace – Kid's Choice Award v kategorii Nejlepší herečka (2015–16) Nominace – People's Choice Award v kategorii Nejlepší televizní herečka - fantasy/sci-fi (2015–2016) Nominace – Teen Choice Award v kategorii Nejlepší herečka - fantasy/sci-fi (2015) Nominace – Teen Choice Award v kategorii Nejlepší polibek (s Colinem O'Donoghuem) (2015) |